# Маргарет Норвежка
Маргарет Норвежката дева (на английски: Margaret, Maid of Norway) е норвежка принцеса и кралица на Шотландия от 1286 до 1290 г.

## Биография
Маргарет е родена на 9 април 1283 г. в Тьонсберг, Норвегия. Дъщеря е на норвежкия крал Ейрик II Магнусон и на шотландската принцеса Маргарет – дъщерята на шотландския крал Александър III.
През 1286 г. Александър III внезапно умира по време на лов. Негови три деца умират още докато е жив и поради това няма преки наследници след смъртта му. Маргарет се оказва единственият жив потомък на дядо си Александър III. Роберт Брус, дядото на Робърт I, краля на Шотландия, и Джон Бейлиъл, незабавно изявяват своите претенции за престола, а младата вдовица на Александър, Йоланда дьо Дрьо, обявява, че е бременна със законен наследник. Нейната бременност била мнима и когато измамата бива разкрита, се решава кралица на Шотландия да стане Маргарет, тригодишната внучка на Александър.
За да предотврати задаващата се династична криза, през 1284 г. Александър III принуждава шотландските барони да признаят Маргарет за негова наследница на шотландския престол. Все пак, в опит да си осигури мъжки наследник Александър се жени повторно за Йоланда дьо Дрьо през 1285 г. Той обаче умира през 1286 г. преди Йоланда да роди първото си дете. Шотландските барони решават да изчакат кралицата да роди, преди да обявят Маргарет за кралица. Йоланда обаче ражда мъртво дете, след което шотландците обявяват норвежката принцеса за своя кралица. Предполагало се, че поради своето юношество тя ще управлява чрез регентски съвет. Английският крал Едуард I, който имал поддръжката на много шотландски барони, не пропуска да предложи брак между сина си – принца на Уелс, и Маргарет, което било потвърдено в договора от Биргам.
През 1290 г. по пътя за новото си кралство обаче, седемгодишната Маргарет се разболява и умира на кораба си близо до Оркнейските острови. Тялото ѝ е върнато в Норвегия. След смъртта на принцесата в Шотландия започва борба за престола между няколко кандидати, а в него се намесва и английският крал Едуард I, което подпалва поредната Англо-шотландска война. В крайна сметка за крал бароните избират Джон (Йоан) Бейлиъл.